# Wojownik (film 2011)
Wojownik (tytuł oryg. Warrior) – amerykański film fabularny (sportowy dramat i film akcji) z 2011 roku, napisany i wyreżyserowany przez Gavina O’Connora.

## Fabuła
Były marine Tom Conlon to najmłodszy syn Paddy'ego Conlona, byłego boksera niemającego dobrych stosunków ze swoją rodziną przez nałóg alkoholowy. Teraz, chcąc nawiązać bliższe relacje, zaczyna trenować Toma w mieszanych sztukach walki.

## Obsada
- Joel Edgerton − Brendan Conlon
- Tom Hardy − Tommy Conlon
- Nick Nolte − Paddy Conlon
- Jennifer Morrison − Tess Conlon
- Frank Grillo − Frank Campana
- Kurt Angle − Koba
- Jake McLaughlin − Mark Bradford
- Noah Emmerich − Dan Taylor
- Kevin Dunn − Joe Zito
- Denzel Whitaker − uczeń
- Maximiliano Hernández − Colt Boyd
- Erik Apple − Mad Dog
- Vanessa Martinez − Pilar Fernandez
- Nate Marquardt − Karl Kruller
- Anthony „Rumble” Johnson − Orlando „Midnight” Lee
- Josh Rosenthal − on sam
- Bryan Callen − on sam
- Sam Sheridan − on sam
- Rashad Evans − on sam